# Viktor Brodzki

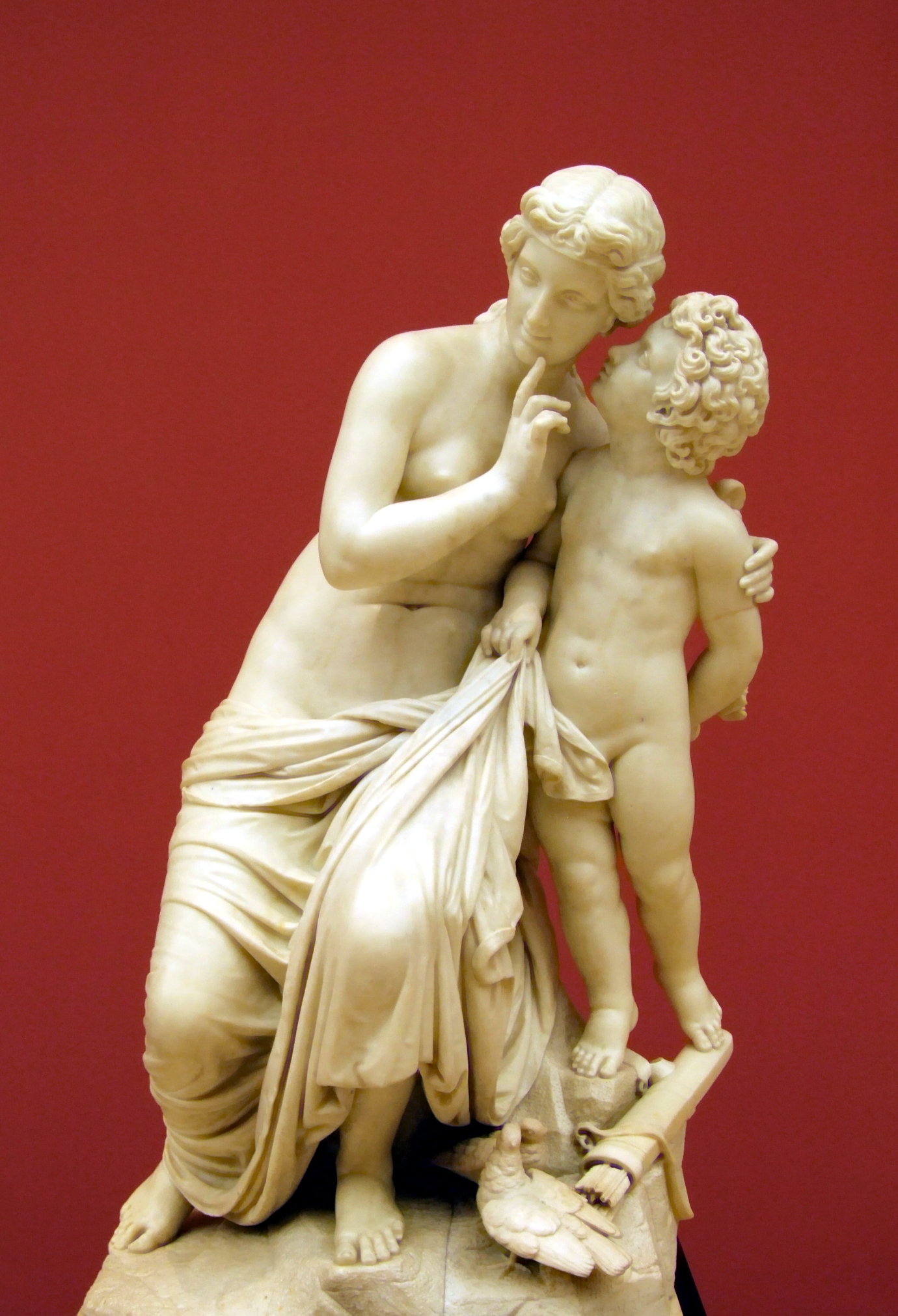
Den första kärleksviskningen, Nationalmuseet i Krakow i Polen

Viktor Brodzki, född 1826, död 9 oktober 1904, var en polsk skulptör.
Viktor Brodzki utbildade sig vid konstakademien i Sankt Petersburg. Han verkade huvudsakligen i Rom och utförde där ett flertal arbeten av religiöst, allegoriskt och mytologiskt innehåll, men var även högt uppskattad som porträttskulptör.